# Kahuku
Kahuku ist ein Census-designated place im US-amerikanischen Bundesstaat Hawaii und liegt im Nordosten der Insel Oʻahu im Honolulu County im gleichnamigen ahupuaʻa.
In der hawaiischen Sprache bedeutet ka huku, der Vorsprung. Beim United States Census 2010 wurden 2614 Einwohner in der Siedlung gezählt.

## Geographie
Kahuku liegt nordwestlich von Lāʻie und östlich von Kuilima und Kawela Bay, direkt am Kamehameha Highway (Hawaii Route 83).
Die Fläche des Siedlungsgebiets erstreckt sich auf 5,9 km², wovon 2,5 km² Land und 3,4 km² Wasserfläche ist.

## Geschichte
Kahuku war ursprünglich eine Plantagensiedlung. Sie entstand, nachdem der aus Irland stammende Unternehmer James Campbell 1876 dort 15 Acres Land gekauft hatte, um Zuckerrohr anzubauen. Er verpachtete das Land an Benjamin Dillingham, der mit seiner Oahu Railway and Land Company eine Eisenbahnstrecke von Honolulu entlang der West- und Nordküste bis Kahuku baute. 1893 wurde eine Zuckerfabrik eröffnet. Im gleichen Jahr begann der Schulunterricht unter schattigen Bäumen, bis 1897 ein Schulgebäude eröffnet wurde. Die Eisenbahnlinie wurde 1898 fertig gestellt. Die Plantagen zogen Einwanderer aus verschiedenen Ländern an. Es gab Camps von Portugiesen, Puerto Ricanern, Japanern und Philippinos. Die Zuckerrohrplantagen blieben bis 1978 in Betrieb, als sie durch die billigere Konkurrenz in anderen Ländern schließen mussten. Die verschiedenen Einwandergruppen errichteten für ihre Glaubensgemeinschaften eigene Gebetshäuser, sodass es neben einer katholischen Kirche der Philippinos und Portugiesen auch einen buddhistischen Tempel der Japaner und eine methodistische Kirche der Koreaner gibt.

## Demographie
Die offizielle Schätzung 2018 ergab eine Bevölkerungszahl von 2245 Einwohnern, die sich zusammensetzen aus: 38,8 % gemischtrassig, 25,3 % Hawaiier und andere Polynesier, 19,9 % Asiaten, 11,8 % Weiße und 4,1 % Schwarze. Das mittlere Jahreseinkommen der Männer beträgt 50.459 US-Dollar, das der Frauen 37.768 US-Dollar.

## Windpark
Kahuku ist einer von zwei Standorten von Windparks auf Oahu. Die 30-MW Anlage auf einem 700-Acre großen Areal in den Hügeln von Kahuku ging 2011 in Betrieb. Von 2019 bis 2020 wurden unter großem Protest einiger Einwohner und Polizeischutz die acht Turbinen durch höhere und ertragreichere ausgetauscht. Sie sollen die Kapazität um 30 % steigern und 16.000 Haushalte mit Strom versorgen.

## Persönlichkeiten
- Alexander Bonde (* 1975), deutscher Politiker, absolvierte die Kahuku High School
- Jack Johnson (* 1975), Musiker und Surfer
- Natasha Kai (* 1983), Fußballspielerin